# Tourisme au Cambodge
Le tourisme au Cambodge représentait, au milieu des années 2010, la seconde source de revenus du royaume khmer derrière l’agriculture.
Avec le complexe des temples d’Angkor, site classé au patrimoine culturel mondial de l’Unesco ; ces temples sont la principale attraction touristique du pays avec 6 610 000 visiteurs en 2019 et 1,5 million de visiteurs sur les 8 premiers mois de l'année 2019 sur le seul site d'Angkor. Des régions montagneuses (Rotanah Kiri, Mondol Kiri) et un littoral de plus en plus exploité grâce à de longues plages de sable blanc (notamment vers Sihanoukville), le Cambodge a là un secteur à fort potentiel.
Les revenus de cette activité en témoignent, passant de 5 % du PIB en 2000 à plus de 15 % en 2005, avec une augmentation de 35 % du nombre de touristes sur cette même période, représentant plus de 1,4 million d’étrangers. Un chiffre qui a augmenté à 2 millions de visiteurs en 2010-11 ; le pays investit donc beaucoup afin de recevoir au mieux cette nouvelle clientèle.

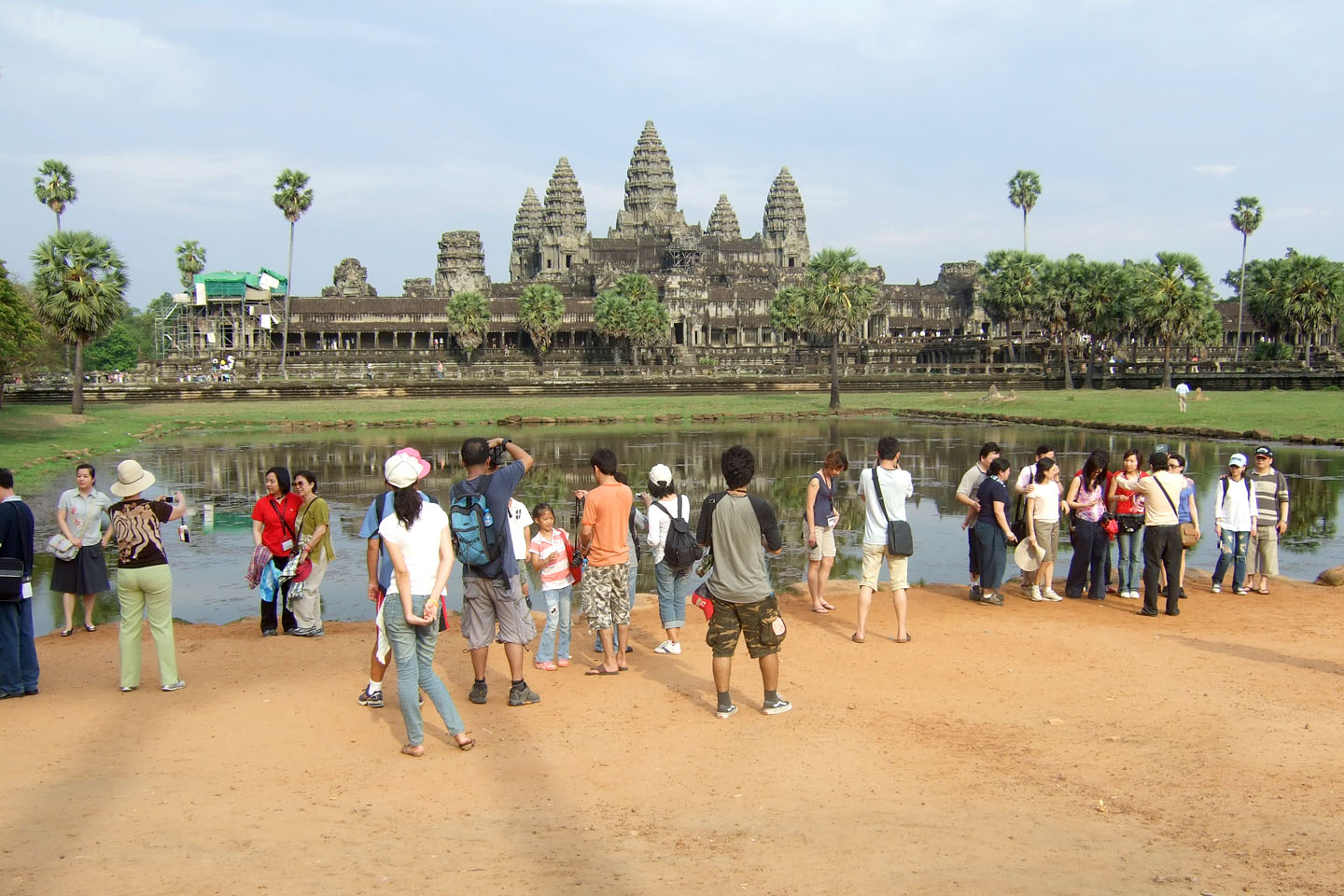
Touristes à Angkor Wat (2008)

## Statistiques
| Année | Arrivées  | taux de croissance | références |
| ----- | --------- | ------------------ | ---------- |
| 2018  | 6,201,077 | 10.7%              | [ 4 ]      |
| 2017  | 5,602,157 | 11.7%              | [ 5 ]      |
| 2016  | 5,011,712 | 4.95%              | [ 6 ]      |
| 2015  | 4,775,231 | 6,1 %              | [ 7 ]      |
| 2014  | 4,502,775 | 7,0 %              | [ 8 ]      |
| 2013  | 4,210,165 | 17,5 %             | [ 9 ]      |
| 2012  | 3,584,307 | 24,4 %             | [ 10 ]     |
| 2011  | 2,881,862 | 14,9 %             | [ 11 ]     |
| 2010  | 2,508,289 | 16,0 %             | [ 12 ]     |
| 2009  | 2,161,577 | 1,7 %              | [ 13 ]     |
| 2008  | 2,125,465 | 1,5 %              | [ 14 ]     |
| 2007  | 2,015,128 | 18,5 %             | [ 15 ]     |
| 2006  | 1,700,041 | 19,6 %             | [ 16 ]     |
| 2005  | 1,421,615 | 34,7 %             | [ 17 ]     |
| 2004  | 1,055,202 | 50,5 %             | [ 18 ]     |

### Tourisme International au Cambodge par nationalité
| Classement | Pays            | 2018      | 2015      | 2014      | 2013      | 2012      | 2011      |
| ---------- | --------------- | --------- | --------- | --------- | --------- | --------- | --------- |
| *          | ASEAN           | 2,067,504 | 2,097,758 | 1,918,130 | 1,831,507 | 1,514,267 | 1,101,111 |
| 1          | Chine           | 2,024,443 | 694,712   | 560,335   | 463,123   | 333,894   | 247,197   |
| 2          | Vietnam         | 800,128   | 987,792   | 905,801   | 854,104   | 763,136   | 614,090   |
| 3          | Laos            | 426,180   | 405,359   | 460,191   | 414,531   | 254,022   | 128,525   |
| 4          | Thaïlande       | 382,317   | 349,908   | 279,457   | 221,259   | 201,422   | 116,758   |
| 5          | Corée du Sud    | 301,770   | 395,259   | 424,424   | 435,009   | 411,491   | 342,810   |
| 6          | USA             | 250,813   | 217,510   | 191,366   | 184,964   | 173,076   | 153,953   |
| 7          | Japon           | 210,471   | 193,330   | 215,788   | 206,932   | 179,327   | 161,804   |
| 8          | Malaisie        | 201,116   | 149,389   | 144,437   | 130,704   | 116,764   | 102,929   |
| 9          | France          | 170,844   | 145,724   | 141,052   | 131,486   | 121,175   | 117,408   |
| 10         | Grande-Bretagne | 162,395   | 134,265   | 133,306   | 123,919   | 110,182   | 104,052   |
| 11         | Taïwan          | 134,430   | 109,727   | 97,528    | 96,992    | 92,811    | 98,363    |
| 12         | Australie       | 127,430   | 134,748   | 134,167   | 132,028   | 117,729   | 105,010   |
| 13         | Allemagne       | 98,976    | 94,040    | 84,143    | 81,565    | 72,537    | 63,398    |

## Principales attractions touristiques
Le Cambodge regorge de ressources touristique grâce à un patrimoine historique très important. Sa principale attraction est le site archéologique d'Angkor, ancienne capitale de l'Empire khmer, dont les temples attirent plus d'un million de visiteurs par an.
Dans chacune des provinces du pays les touristes ont la possibilité de visiter des sites différents car le pays regorge aussi d'attractions naturelles (cascades, jungle, ...).
Sur le plan culturel, de nombreux spectacles (danse, cirque) se sont créés au fur et à mesure que le pays se remettait de la période des khmers rouges et de la guerre civile qui l'a suivie. C'est le cas notamment du cirque de Phare Ponleu Selpak à Siem Reap et à Battambang permettant à des jeunes en situation de vulnérabilité de se réinsérer par les arts et de faire revivre la culture cambodgienne traditionnelle.

### Quelques sites
- Kampot (province) : Kampot (ville) (capitale du poivre), Bokor (station climatique), Kep (capitale du crabe),

## Souvenirs

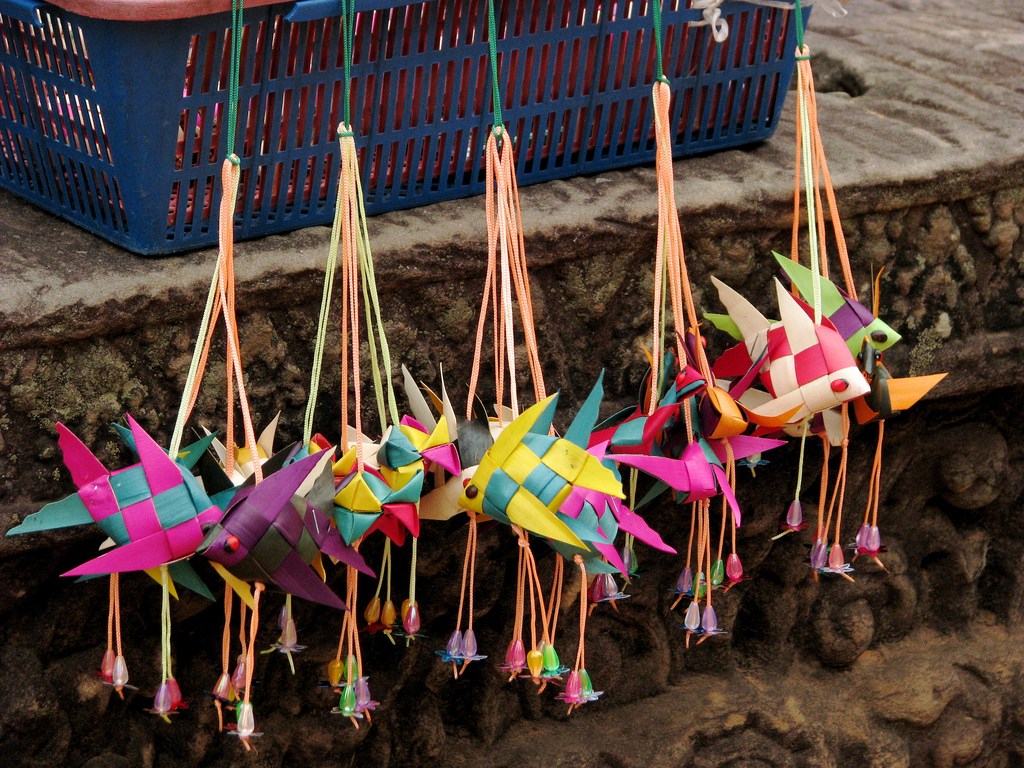
Poissons en papier plié, petit objet traditionnel vendu aux touristes.

Les produits artisanaux sont nombreux et constituent autant de souvenirs :
- Krama (écharpe traditionnelle à carreaux)
- Céramiques
- Sculptures sur bois ou sur pierre
- Vêtements
- Alcool de riz infusé dans des bouteilles peintes

## Effets pervers
Le site d’Angkor a du mal à supporter l’afflux massif de visiteurs alors que les ressources naturelles des provinces du nord-est (Mondol Kiri et Rotanah Kiri) risquent de souffrir elles aussi de ce tourisme de masse.
De plus, comme pour certains autres pays d’Asie du Sud-Est, Indonésie, Thaïlande…, cette activité en constante augmentation favorise l’exploitation sexuelle des enfants. Ce « tourisme sexuel » est un véritable fléau pour la santé publique, aggravant les problèmes dus au VIH et touchant généralement des enfants pauvres, exclus socialement, parfois orphelins du SIDA.